# Abdoulaye Djire
Abdoulaye "Junior" Djire (ur. 28 lutego 1981 w Abidżanie) – piłkarz z Wybrzeża Kości Słoniowej, a na boisku gra jako defensywny pomocnik lub obrońca.

## Kariera klubowa
Djire swoją karierę rozpoczynał w ASECu Mimosas. Grał tam przez pięć lat, a później trafił do belgijskiego KSK Beveren, gdzie spotkał wielu swoich rodaków. W Belgii pograł przez trzy sezony, a dzięki dobrym występom ocierał się również o reprezentacje WKS, jednak na mundial nie pojechał. W trakcie sezonu 2007/08 przeniósł się z Metalurga Donieck do Germinalu Beerschot Antwerpia. W sezonie 2008/2009 grał w Metaliście Charków, jednak w grudniu 2008 odszedł z tego klubu z powodu kontuzji, po czym zakończył karierę piłkarską.

## Kariera reprezentacyjna
W reprezentacji narodowej Djire zadebiutował w 2000 roku i do 2005 roku rozegrał w niej 10 meczów. Zagrał z nią w Pucharze Narodów Afryki 2002.

## Kariera w liczbach
| Sezon   | Klub               | Kraj    | Flaga                    | Rozgrywki     | Mecze | Bramki |
| ------- | ------------------ | ------- | ------------------------ | ------------- | ----- | ------ |
| 1999    | ASEC Mimosas       | WKS     | Wybrzeże Kości Słoniowej | Ligue 1 MTN   | ?     | ?      |
| 2000    | ASEC Mimosas       | WKS     | Wybrzeże Kości Słoniowej | Ligue 1 MTN   | ?     | ?      |
| 2001    | ASEC Mimosas       | WKS     | Wybrzeże Kości Słoniowej | Ligue 1 MTN   | ?     | ?      |
| 2002    | ASEC Mimosas       | WKS     | Wybrzeże Kości Słoniowej | Ligue 1 MTN   | ?     | ?      |
| 2003    | ASEC Mimosas       | WKS     | Wybrzeże Kości Słoniowej | Ligue 1 MTN   | ?     | ?      |
| 2003/04 | KSK Beveren        | Belgia  | Belgia                   | Eerste Klasse | 14    | 0      |
| 2004/05 | KSK Beveren        | Belgia  | Belgia                   | Eerste Klasse | 30    | 0      |
| 2005/06 | KSK Beveren        | Belgia  | Belgia                   | Eerste Klasse | 29    | 1      |
| 2006/07 | Metalurg Donieck   | Ukraina | Ukraina                  | Wyszcza Liha  | 15    | 0      |
| 2007/08 | Metalurg Donieck   | Ukraina | Ukraina                  | Wyszcza Liha  | 3     | 0      |
| 2007/08 | Germinal Beerschot | Belgia  | Belgia                   | Eerste Klasse | 2     | 0      |
| 2008/09 | Metalist Charków   | Ukraina | Ukraina                  | Wyszcza Liha  | 1     | 0      |